# میشل آدانسون
میشل آدانسون (انگلیسی: Michel Adanson; ۷ آوریل ۱۷۲۷ – ۳ اوت ۱۸۰۶) گیاه‌شناس و طبیعت‌شناس فرانسوی بود که در قرن هجدهم میلادی زندگی می‌کرد. او به دلیل سفرهای اکتشافی خود به سنگال و تحقیقات گسترده در زمینه گیاهان و جانوران این منطقه، شهرت یافت. آدانسون در طول این سفرها، نمونه‌های بی‌شماری از گیاهان و جانوران را جمع‌آوری و توصیف کرد و نقشه‌های دقیقی از منطقه تهیه نمود. او همچنین به مطالعه زبان‌ها و فرهنگ‌های مردم سنگال پرداخت و فرهنگ لغت و دستور زبانی برای زبان‌های محلی تهیه کرد.
پس از بازگشت به فرانسه، آدانسون کتاب «تاریخ طبیعی سنگال» را منتشر کرد که حاوی اطلاعات ارزشمندی دربارهٔ گیاهان، جانوران و مردم این منطقه بود. با وجود این که کتاب او در ابتدا با استقبال چندانی روبرو نشد، اما بعدها به عنوان یک اثر مرجع مهم در زمینه علوم طبیعی شناخته شد.
آدانسون علاوه بر تحقیقات میدانی، به طبقه‌بندی گیاهان نیز علاقه‌مند بود و سامانه طبقه‌بندی خاص خود را ارائه کرد. او بر اساس ویژگی‌های طبیعی گیاهان، آن‌ها را در گروه‌های مختلف قرار داد و این سیستم را «سیستم طبیعی» نامید. اگرچه سیستم طبقه‌بندی آدانسون در نهایت توسط سیستم دو نامی لینه جایگزین شد، اما همچنان به عنوان یک رویکرد نوآورانه در تاریخ طبقه‌بندی گیاهان شناخته می‌شود.
میشل آدانسون با تلاش‌های بی‌وقفه خود در زمینه تحقیق و طبقه‌بندی گیاهان، نقش مهمی در پیشرفت علوم طبیعی در قرن هجدهم ایفا کرد و نام خود را به عنوان یکی از پیشگامان گیاه‌شناسی مدرن به ثبت رساند.
وی همچنین برندهٔ جوایزی همچون لژیون دونور (شوالیه) و همکار انجمن سلطنتی شده است.